# Умлянда
Умлянда — деревня в Череповецком районе Вологодской области.
Входит в состав Ягановского сельского поселения, с точки зрения административно-территориального деления — в Ягановский сельсовет.
Расстояние по автодороге до районного центра Череповца — 42 км, до центра муниципального образования Яганово — 12 км. Ближайшие населённые пункты — Горка, Павлово, Кубино.
По данным переписи в 2002 году постоянного населения не было.